# Children's Laureate
Children's Laureate és un premi literari, creat el 1999, i lliurat per dos anys a un autor o un il·lustrador de literatura infantil i juvenil al Regne Unit.

## Història i característiques
L'origen del premi fou en una conversa de 1998 Ted Hughes, aleshores ''Poet Laureate'', i l'autor de literatura infantil Michael Morpurgo. El premi està finançat per Waterstones (una important cadena de llibreries britànica) i lliura a cada premiat 15.000 lliures pels dos anys i una medalla de plata. El jurat escull entre una sèrie de propostes, que poden ser fetes per diverses institucions però també pels nens directament a través d'internet.

## Titulars del premi
- 1999–2001: Quentin Blake
- 2001–2003: Anne Fine
- 2003–2005: Michael Morpurgo
- 2005–2007: Jacqueline Wilson
- 2007–2009: Michael Rosen
- 2009–2011: Anthony Browne
- 2011–2013: Julia Donaldson
- 2013–2015: Malorie Blackman[2]
- 2015-2017: Chris Riddell
- 2017-2019: Lauren Child[3]